# Алиев, Али Минкаилович
Али Минкаилович Алиев (31 июля 1937, селение Кумух, Дагестанская АССР — 29 июня 2016) — журналист и политик, знаток истории Северного Кавказа; один из руководителей вооружённых сил Абхазии во время грузино-абхазского конфликта.

## Биография
Родился в семье писателя, поэта и драматурга, организатора театрального искусства директора Лакского театра Минкаила Алиева и педагога Алиевой Бадиржамал.
Будучи с детских лет увлечён морской романтикой, Али после окончания школы выбрал службу в Военно-морских силах, поступил в Каспийское высшее военно-морское училище, которое с отличием окончил в 1960 году.
Более 35 лет прослужил на кораблях и частях Военно-морского флота СССР (Северном, Тихоокеанском и Черноморском), уволился в запас в звании капитана 1 ранга в 1988 году. За многолетнюю и добросовестную службу в вооруженных силах он награждён более 10 орденами и медалями.
В годы Грузино-абхазской войны 1992—1993 добровольно приехал в зону грузино-абхазского конфликта, где, по ряду источников, командовал ВМС Абхазии или был их начальником штаба, награждён высшим орденом Абхазии — орденом Леона.
Али Минкаилович Алиев долгое время являлся председателем парламента Конфедерации народов Кавказа.